# Cor Bruijn
Cornelis Pieter (Cor) Bruijn (Wormerveer, 17 mei 1883 – Hilversum, 16 november 1978) was een Nederlandse schrijver van voornamelijk streekromans en kinderboeken. Zijn bekendste boek is Sil de Strandjutter, dat verscheen in 1940. Het boek is door Willy van Hemert bewerkt tot een tv-serie, die in 1976 werd uitgezonden door de NCRV.

## Leven en werk
Bruijn werd in 1883 geboren te Wormerveer als zoon van de smidsknecht Hendrik Bruijn en Catharina Klinkenberg. Bruijn was de oudste van tien kinderen. Hij doorliep de Rijkskweekschool voor onderwijzers in Haarlem en werd onderwijzer. Hij was in 1903 betrokken bij de oprichting van de Humanitaire School in Laren door Jacob van Rees waar hij van 1906 tot 1916 hoofdonderwijzer was. Op 18 september 1907 trouwde hij in Haarlem met de onderwijzeres Maartje de Vries. In 1916 vertrok hij naar de Hilversumse Schoolvereniging. Vanaf 1942, toen hij wegens gezondheidsredenen met vervroegd pensioen ging, legde hij zich volledig toe op schrijven. 
In 1955 won hij de prijs voor het beste kinderboek van het jaar met Lasse Länta. In Utrecht aan de Willem Arntszkade staat een beeld over Lasse Länta.
In 1957 schreef hij het geschiedenisboek Ons Hilversum dat door de gemeente Hilversum aan de schooljeugd werd uitgedeeld.
Bruijn overleed op 95-jarige leeftijd te Hilversum. Na zijn overlijden schreef zijn dochter Margreet Bruijn, auteur, vertaalster en pionier in leesbevordering, zijn biografie: De man achter Sil : over Cor P. Bruĳn als idealist, onderwĳspionier en schrĳver. Ze ijverde er ook voor dat zijn archief werd behouden, zodat zijn gedachtegoed bestudeerd kon worden.

## Beknopte bibliografie
(Van veel werken zijn één of meer herdrukken verschenen, genoemd zijn zo veel mogelijk de jaren van eerste verschijning)
- De verwoester: Toneelspel in drie bedrijven, uitg. Algemene Nederlandsche Geheelonthouders Bond, 1912
- Langs den waterkant: een half jaar uit het leven van een Hollandschen jongen, uitg. Gebr. Kluitman, Alkmaar, 1918
- De oorlog: vertellingen voor oudere kinderen, uitg. Beenakker, Amsterdam, circa 1920
- Keteltje in de Lorzie, uitg. G.B. van Goor Zonen, Gouda, (2e druk 1922)
- Keteltje in het veerhuis, uitg. G.B. van Goor Zonen, Gouda, 1923
- Het vonkende vuur, uitg. Van Goor, Gouda, 1925
- Langs opwaartsche wegen: de geschiedenis van het Nederlandsche volk, uitg. Wolters, Groningen, 1925/1926 (vier delen)
- Michel, de strooper: een verhaal uit de Hessische bergen , uitg. G.B. van Goor Zonen, Gouda, 1926 (herdrukt met als titel De stroper uit de oude molen)
- Uit het sagenland, uitg. J.B. Wolters, Den Haag, Groningen , 1927/1930 (meerdelig)
- Rinke Luit: de vroolijke veerman, uitg. Bakker, Baarn, 1928
- Keteltje's thuisvaart, uitg. Van Goor, Den Haag, 1930
- Muziekmeester Adriaan, uitg. Van Dishoeck, Bussum 1931
- De zaadsjouwers, uitg. Van Dishoeck, Bussum 1933
- "De Valk" zeilt uit, uitg. Van Goor, Den Haag, 1935
- De dijken breken, uitg. Van Goor, Den Haag, 1936
- Koentje van Kattenburg, uitg. Querido, 1937 (2e druk)
- De dijken breken, uitg. Van Goor, Den Haag, 1940
- Greetje en Groetje: avonturen van een meisje en een eekhoorn, uitg. Van Goor, Den Haag/Batavia, 1940
- Sil de strandjutter, uitg. Callenbach, Nijkerk, 1940
- Een gave van God, uitg. Ploegsma, Amsterdam, 1942
- Uit het leven van Keteltje, uitg. Van Goor, Den Haag/Batavia, 1942 (complete uitgave)
- Arjen, uitg. Callenbach, Nijkerk, 1943
- Strijd om den Eenhoorn, uitg. Callenbach, Nijkerk, 1943
- Kinderen van het eiland, uitg. Ploegsma, Amsterdam, 1943
- Vreemde macht, uitg. Callenbach, Nijkerk, circa 1944
- Wendelmoet, uitg. Callenbach, Nijkerk, 1946
- Heert, mijn zoon, waar ben je?, uitg. Callenbach, Nijkerk, 1948
- Vrijheid!, uitg. Callenbach, Nijkerk, 1948 (vervolg op Vreemde macht)
- De zwerftocht van Eggejan Korse (De vlucht, Ver van huis en Het land achter de horizon), uitg. A. Roelofs van Goor, Meppel 1951
- Simon en Johannes,  uitg. Callenbach, Nijkerk, 1952
- Vlucht naar het eiland, uitg. Callenbach, Nijkerk, 1954
- Wegen door de avond: de oudgeworden mens in vele gestalten, gezien door schrijvers, dichters en denkers, uitg. Ploegsma, Amsterdam, 1954
- Lasse Länta : een verhaal uit Lapland voor de jeugd, uitg. Ploegsma, Amsterdam, 1955
- Ons Hilversum: hoe het ontstond, hoe het groeide, uitg. Ploegsma, Amsterdam, 1957 (tweede, herziene druk 1963)
- Het witte rendier,  uitg. Callenbach, Nijkerk, 1958
- De vogels van mijnheer Dupont, uitg. Callenbach, Nijkerk, 1960
- Wijd was mijn land: mijn jeugd aan de Zaan, uitg. Callenbach, Nijkerk, 1961 (eerder verschenen in De Zaanlander van 1952-1954)
- De vuistslag, uitg. Callenbach, Nijkerk, 1961
- Nils Eira (drie delen: Toen de boshaan riep, De vlucht naar Kautokeino en Geroofd van het eiland), uitg. Van Holkema & Warendorf , Bussum, 1972
- De triomf van Roel de Knoet, uitg. Bruna, Utrecht, 1973

## Biografie
- Margreet Bruijn, De man achter Sil. Over Cor Bruijn als idealist, onderwijspionier en schrijver, 1883-1978. 's-Gravenhage / Wormerveer: Leopold / Uitgeverij Noord-Holland, 1984.